# Griptester
Der Griptester ist ein Prüfgerät zur Messung der Griffigkeit von Straßenoberflächen. Es besteht aus einem Dreiradanhänger, zusammengesetzt aus zwei Antriebs- und einem Messrad ohne Profil. Die Messung folgt dem Prinzip „definiert gebremstes Rad“ und kann entweder im Schlepp- als auch im Schubbetrieb durchgeführt werden. Im Schleppbetrieb können Messgeschwindigkeiten zwischen 30 und 130 km/h abgedeckt werden, im Schubbetrieb dagegen wird in Schrittgeschwindigkeit  per Hand gemessen.
Das Messrad ist mittels Kette mit den Antriebsrädern verbunden. Durch eine entsprechende Übersetzung (Messrad dreht sich langsamer als die Antriebsräder) erhält das Messrad einen konstanten Schlupfwert in Höhe von 18 %. Vor dem Messrad wird gleichzeitig ein dünner Wasserfilm aufgesprüht. Eine eingebaute Kraftmessdose misst die entstehende Kraft am Messrad und lässt so Rückschlüsse auf die Griffigkeit zu.